# Carl-Axel Valén
Carl-Axel Valén, född 26 mars 1928 i Linköpings Sankt Lars församling, död 30 mars 2010 i Högalids församling, Stockholm, var en svensk lärare, gallerist och konstmecenat. 
Carl-Axel Valén drev Gallerie Narva och Gallerie Aix i Stockholm under perioden 1966–1999 och byggde upp en betydande konstsamling. Han skänkte denna till Carl-Axel Valéns stiftelse, som bildades 2006 och som delar ut utbildningsstipendier till unga konstnärer. Valén är gravsatt i minneslunden på Maria Magdalena kyrkogård i Stockholm.